# Siemiczi
Siemiczi (ros. Семичи) – wieś (dieriewnia) w Rosji, w Kraju Permskim, w okręgu miejskim Krasnokamska. W 2010 liczyła 240 mieszkańców.